# Herval
Herval is een gemeente in de Braziliaanse deelstaat Rio Grande do Sul. De gemeente telt 7.120 inwoners (schatting 2009).

## Aangrenzende gemeenten
De gemeente grenst aan Arroio Grande, Jaguarão, Pedras Altas, Pedro Osório, Pinheiro Machado en Piratini.

### Landsgrens
En met als landsgrens aan de gemeente Centurión in het departement Cerro Largo met het buurland Uruguay.

## Verkeer en vervoer
De plaats ligt aan de wegen BR-473, RS-608 en RS-655.

## Geboren
- João Nunes da Silva Tavares (1818-1906), politicus